# Kindle-Format
Kindle-Format ist ein proprietäres E-Book-Format von Amazon.com, das auf Geräten wie Smartphones, Tablet-Computern, Computern oder E-Book-Readern mit der Kindle-App gelesen werden kann. Ursprünglich hatten  E-Book-Dateien im Kindle-Format die Dateiendung .azw. Mit Version 8 (KF8) wurden HTML5- und CSS3-Funktionen eingeführt, wodurch die Erweiterung .azw3 entstand. Version 10 brachte eine neue Satz- und Layout-Engine mit Silbentrennung, Kerning und Ligaturen und nutzt die Erweiterung .kfx.  Amazon hatte 2022 einen Marktanteil von zwei Dritteln am weltweiten E-Book-Markt.

## Geschichte
Kindle-Geräte und -Apps sind für die Nutzung von Amazons E-Book-Formaten konzipiert: AZW, das auf Mobipocket basiert; ab der vierten Kindle-Generation AZW3 (auch KF8 genannt); und ab der siebten Generation KFX.
Seit der Einführung des Dienstes „Send to Kindle“ können Kindle-Geräte auch EPUB-Dateien empfangen, die jedoch vor der Nutzung in ein Kindle-Format konvertiert werden. Ähnlich wie EPUB sind Amazons Formate für reflowbare, reich formatierte E-Book-Inhalte konzipiert und unterstützen DRM-Beschränkungen, sind jedoch proprietär. AZW-Dateien wurden erstmals mit dem ersten Amazon Kindle im Jahr 2007 eingeführt.
Software wie die Open-Source-Software Calibre, Amazons KindleGen und der E-Mail-basierte „Send-to-Kindle“-Dienst ermöglichen die Konvertierung von E-Books in Kindle-Formate. Kindle-Geräte können auch allgemeine Dateiformate wie TXT und PDF anzeigen, jedoch wird bei diesen Dateiformaten kein Reflowing unterstützt.
Im Jahr 2011 führte das Kindle Fire das „Kindle Format 8“ (KF8) ein, das auch als AZW3 bekannt ist. AZW3 unterstützt eine Teilmenge von HTML5 und CSS3 und fungiert als Container für ein rückwärtskompatibles MOBI-Dokument.
Im August 2015 wurden alle Kindle-E-Reader, die in den vorangegangenen zwei Jahren veröffentlicht wurden, mit einer neuen Satz- und Layout-Engine aktualisiert, die Silbentrennung, Kerning und Ligaturen hinzufügte. E-Books, die diese Engine unterstützen, benötigen das „Kindle Format 10“ (KFX).
Im Jahr 2017 veröffentlichte Amazon „Kindle Create“, ein Tool zur Konvertierung von Microsoft-Word-Dateien in das Kindle-Format.
Der E-Book-Reader Kindle Paperwhite des Jahres  2018 unterstützte neben dem azw-Format auch das neue azw3-Format.
Im Jahr 2022 kündigte Amazon an, dass der „Send-to-Kindle“-Dienst keine .mobi- und .azw-Dateien mehr unterstützen wird und stattdessen EPUB-Dateien akzeptiert, die automatisch ins Kindle-Format (AZW3) konvertiert werden.